# Knooppunt Vendsyssel
Knooppunt Vendsyssel (Deens: Motorvejskryds Vendsyssel) is een knooppunt ten noorden van de Deense stad Aalborg tussen de Frederikshavnmotorvejen richting Frederikshavn, de Nordjyske Motorvej richting Aarhus de Hirtshalsmotorvejen richting Hirtshals en de Thistedgrenen richting Nørresundby. Het knooppunt is genoemd naar de streek Vendsyssel, waar het knooppunt ligt.
Het knooppunt is uitgevoerd als een dubbele splitsing. Vanaf de Nordjyske Motorvej zijn alle richtingen rechtstreeks te bereiken. De overige verbindingen gaan over het onderliggend wegennet.
| Aansluitende wegen      | Aansluitende wegen | Aansluitende wegen | Aansluitende wegen | Aansluitende wegen     |
| ----------------------- | ------------------ | ------------------ | ------------------ | ---------------------- |
|                         |                    | richting Hirtshals |                    | richting Frederikshavn |
|                         |                    |                    |                    |                        |
| 11 richting Nørresundby |                    |                    |                    |                        |
|                         |                    |                    |                    |                        |
|                         |                    | richting Aarhus    |                    |                        |

Aalborg Centrum · Aalborg Nord · Aalborg Syd · Århus Nord · Århus Syd · Århus Vest · Avedøre · Ballerup · Brøndby · Fredericia · Gladsaxe · Herning · Herning Syd · Ishøj · Kliplev · Køge Vest · Kolding · Kolding Vest · Kongens Lyngby · Nørresundby Centrum · Odense · Rødovre · Skærup · Taastrup · Vallensbæk · Vendsyssel